# Apeadero de Atainde
El Apeadero de Atainde fue una plataforma ferroviaria de la Línea de Guimarães, que servía a la localidad de Atainde, en el ayuntamiento de Guimarães, en Portugal.

## Historia
Este apeadero se encuentra en el tramo de la Línea de Guimarães entre Trofa y Vizela, que entró en servicio el 31 de diciembre de 1883, por la Compañía del Ferrocarril de Guimarães.